# Vazante Grande
Vazante Grande är ett vattendrag i Brasilien.   Det ligger i delstaten Mato Grosso do Sul, i den södra delen av landet, 1 000 km väster om huvudstaden Brasília.
Omgivningarna runt Vazante Grande är huvudsakligen savann. Trakten runt Vazante Grande är nära nog obefolkad, med mindre än två invånare per kvadratkilometer.